# Lago Metramo
Il Lago Metramo è un lago artificiale italiano, nella città metropolitana di Reggio Calabria. È incastonato in una vallata tra i monti delle Serre. Sorge a 879 metri s.l.m. ed è compreso nei comuni di San Pietro di Carida' e Galatro.

## La diga
La diga del Metramo è stata costruita sulla fiumara Metramo, a Galatro, in località Castagnara nelle Serre Calabresi per l'approvvigionamento idrico.

### Caratteristiche
Costruita in terra e pietrame. La quota di coronamento è di 896 m sul livello del mare, l'altezza massima di 104 m La lunghezza di coronamento è di 600 m La larghezza massima al piede è di 470 m La superficie ed il volume dell'invaso sono rispettivamente di 1,25 km² e 26,5 milioni di metri cubi. La diga regola il flusso del Metramo la cui piena artificiale in caso di necessità di svuotamento dell'invaso ammonterebbe a 200 metri cubi al secondo.

### Storia
Nata negli anni '70 in seno al progetto del V centro siderurgico della Cassa del Mezzogiorno viene realizzata negli anni '80, nonostante ormai fallì il progetto.
Negli anni '90 vengono completati i lavori di invaso ma sono ancora in fase di realizzazione la canalizzazione delle acque..